# Dinastía Mahameghavahana

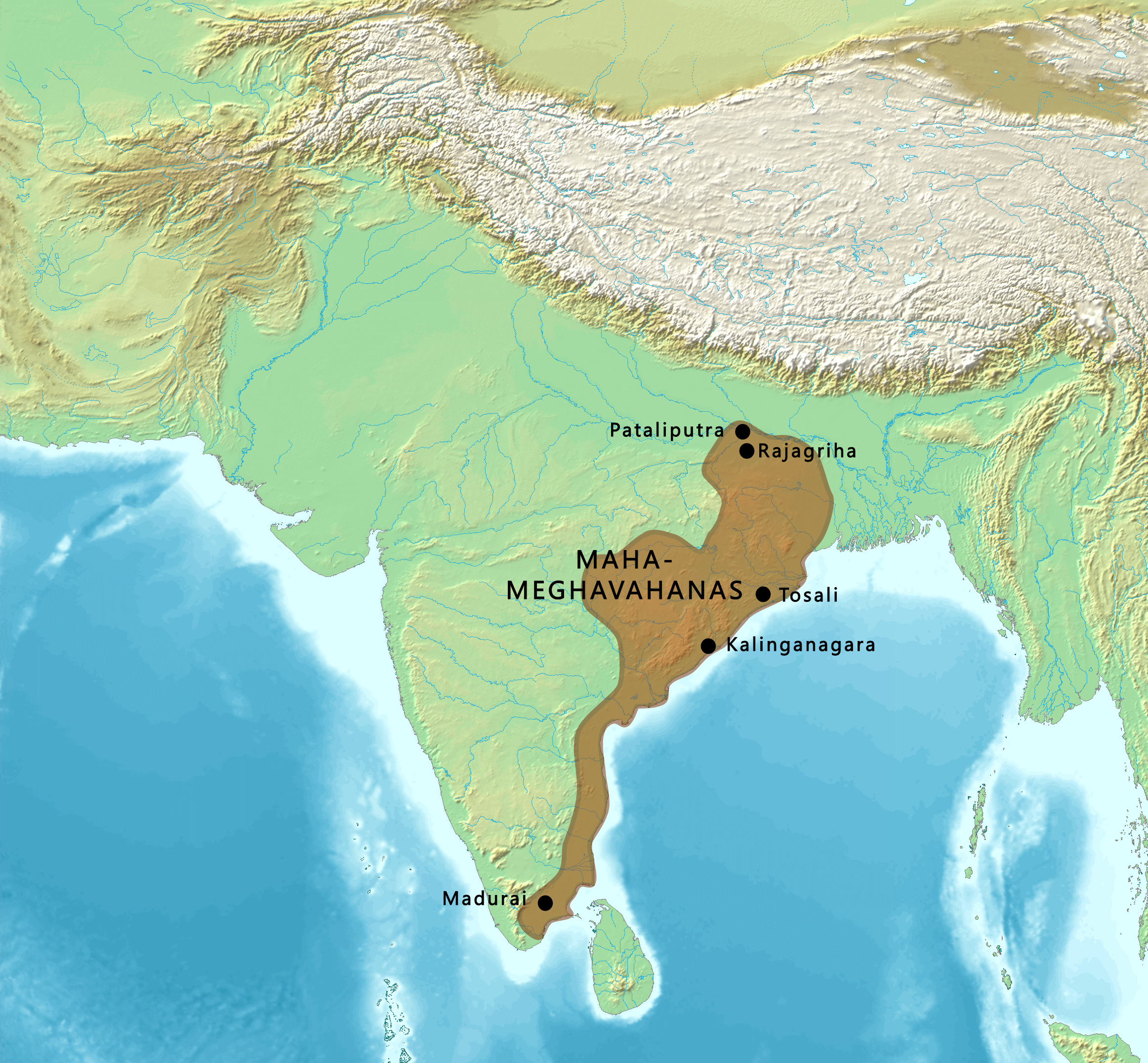
Mapa del Maha-Meghavahanas, territorio de la dinastía Mahameghavahana.

La dinastía Mahameghavahana (Mahā-Mēgha-Vāhana, c. 250 a. C. hasta el siglo V d. C.) fue una antigua dinastía gobernante de Kalinga después del declive del Imperio Maurya. Habría existido entre los años 250 a. C. hasta el 400 d. C., cuando fue conquistado por el emergente Imperio Gupta. El tercer gobernante de la dinastía, Karavela, conquistó la mayor parte del subcontinente indio en una serie de campañas a comienzos de la era común. Bajo su mandato se conformó un comercio marítimo formidable que alcanzó Sri Lanka, Birmania, Tailandia, Vietnam, Camboya, Borneo, Bali, Sumatra y Java. Karavela condujo muchas campañas exitosas contra los Estados de Magadha, Anga, Satavájana y Pandya y amplió Calinga hasta los ríos Ganges y Kaveri.
Aunque religiosamente tolerante, Karavela patrocinó el jainismo y fue responsable de la predicación del jainismo en el subcontinente indio. La principal fuente de información es su inscripción en Hathigumpha, un texto de 17 líneas grabadas en piedra en una cueva de las colinas Udaiagiri, cerca de Bhubaneswar, Orissa. Según esta inscripción, atacó Rajagria, induciendo así al rey indo-griego Demetrio I de Bactria a retirarse a Matura.
Más tarde, Kalinga fue conquistada por Gautamiputra Satakarni de la dinastía Satavahana a principios del siglo II d. C. y permaneció en su poder hasta la segunda mitad del siglo II d. C. Samudragupta durante su expedición daksinapatha, derrotó a Mahendr de Kosala que probablemente pertenecía a la dinastía Mahameghavahana. Como resultado, esta región durante el siglo IV d. C., se convirtió en parte del imperio Gupta.

## Arquitectura
Las cuevas de Udayagiri y Khandagiri son el ejemplo más destacado del trabajo de la dinastía Mahameghavahana. Estas cuevas fueron construidas en el siglo II a. C. durante el reinado del rey Kharavela. Udayagiri significa "Colina del amanecer" y tiene 18 cuevas, mientras que Khandagiri tiene 15 cuevas. La cueva de Hathigumpha ("Cueva del elefante") contiene la inscripción Hathigumpha, escrita por Raja Kharavela, el rey de Kalinga en la India, durante el siglo II a. C. La inscripción de Hathigumpha consta de diecisiete líneas grabadas en Letra brahmi de corte profundo que comienzan con Jain Namokar Mantra. Las cuevas Udayagiri, Hathigumpha (cueva 14) y Ganeshagumpha (cueva 10) son especialmente conocidas por los tesoros artísticos de sus esculturas y relieves, así como por su importancia histórica. Rani ka Naur (cueva del Palacio de la Reina, cueva 1) también es una cueva extensamente tallada y embellecida con frisos escultóricos. Khandagiri ofrece una excelente vista de Bhubaneswar desde su cima. La cueva de Ananta (cueva 3) muestra figuras talladas de mujeres, elefantes, atletas y gansos que llevan flores.